# Hidrazobenzen
Hidrazobenzen (1,2-Difenilhidrazin) je aromatično organsko jedinjenje sa formulom C12H12N2 i molekulskom masom 184,24, koje se sastoji od dve anilinske grupe spojene preko njihovih atoma azota. To je važna industrijska hemikalija koja se koristi u proizvodnji boja, pigmenata, farmaceutskih proizvoda i vodonik peroksida. 
Ima tačku topljenja od 123—126 °C (253—259 °F; 396—399 K) i gustinu od 1,158 g/cm³. Klasifikovan je sa CAS brojem 122-66-7, CB brojem CB4172325 i MOL fajlom 122-66-7.mol. 

## Priprema
Može se dobiti reakcijom nitrobenzena sa natrijum amalgamom da bi se dobio azobenzen, a zatim redukovanjem cinka. 

## Karakteristike
Bezbojna zapaljiva čvrsta supstanca sa mirisom nalik kamforu. Razlaže se na anilin, azobenzen (i ugljen-monoksid, ugljen-dioksid, okside azota, itd.) Kada se zagreva može se oksidovati vazduhom u crveni azobenzen.  Preuređenje benzidina može nastati u prisustvu jake kiseline. 

## Aplikacija
To je intermedijer za sintezu lekova, koji se koristi u pripremi fenilbutazona i sulfinpirazona. 

## Toksikologija i bezbednost
To je kancerogena supstanca tipa II.
1,2-difenilhidrazin se razlaže pri zagrevanju ili sagorevanju stvarajući toksične pare uključujući azotne okside. Reaguje sa mineralnim kiselinama i formira benzidin.